# Agustín de la Rosa
Agustín de la Rosa (° voor 1764; † na 1795) was een Spaans politicus en militair.
Van 8 april 1764 tot in 1771 was hij - na José Joaquín de Viana - de tweede gouverneur van Montevideo in het huidige Uruguay.
Op 27 juni 1795 stichtte hij de stad Melo.
Hij was gehuwd met María Sarde Laforet.